# محوطه پوله چال
محوطه پوله چال مربوط به هزاره اول قبل از میلاد است و در شهرستان طالقان، روستای جوستان واقع شده و این اثر در تاریخ ۱۲ بهمن ۱۳۸۱ با شمارهٔ ثبت ۷۲۴۱ به‌عنوان یکی از آثار ملی ایران به ثبت رسیده است.